# SIMH
SIMH ist ein Emulator des Computer History Simulation Project für die Hardware älterer Großrechner, Minirechner und historischer Heimcomputer. Das Projekt soll dazu dienen, älterer Software weiterhin eine Umgebung zu bieten, auch wenn die Original-Hardware nicht mehr zur Verfügung steht. Auch wird es verwendet, um Betriebssysteme wie OpenVMS, RSTS, RSX-11, RT-11, TOPS-10 oder TOPS-20 auf PCs laufen zu lassen.

## Liste der emulierten Hardware

### Data General
- Nova
- Eclipse

### Digital Equipment Corporation
- PDP-1
- PDP-4
- PDP-7
- PDP-8
- PDP-9
- PDP-10
- PDP-11
- PDP-15
- VAX

### GRI Corporation
- GRI-909
- GRI-99

### IBM
- 650
- 1401
- 1620
- 1130
- IBM 700/7000 series: 701, 702, 704, 705, 709, 7010, 7053, 7070, 7074, 7080, 7090, 7094
- System/3

### Interdata(PerkinElmer)
- 16b
- 32b

### Hewlett-Packard
- 2114
- 2115
- 2116
- 2100
- 21MX
- 1000
- HP-3000 Series III

### Honeywell
- H316
- H516

### MITS
- Altair 8800 (mit 8080 und Z80-Prozessor)

### Royal McBee
- LGP-30
- LGP-21

### Scientific Data Systems
- SDS 940
- Sigma 5, 6 & 7

### Southwest Technical Products Corporation
- SWTP 6800

### Sonstige
- AT&T 3B2
- BESM-6
- Lincoln Labs TX-0
- Manchester University SSEM
- Burroughs B5500
- CDC 1700
- SCELBI (SCientic-ELectronics-BIology)
- Beta SAGE-II und PDQ-3
- Intel Systems 8010 und 8020